# Hisao Yamada
Hisao Yamada (山田 尚勇, Yamada Hisao), né le 8 juin 1930 et mort le 21 mai 2008, est un  informaticien japonais, connu pour ses contributions importantes à l'informatique théorique, et pour le développement de claviers pour le japonais.

## Carrière
En 1960, Hisao Yamada obtient un Ph. D. à l Université de Pennsylvanie sous la direction de Robert McNaughton. De 1960 à 1962, Yamaha travaille dans l'Information Processes Laboratory de  General Dynamics; il passe en 1962 à la division de recherche d'IBM, et en 1966 il rejoint la Moore School de l'Université de Pennsylvanie. Il joue un rôle central dans l'établissement d'une institution qui devient en 1972 le département d'informatique et de sciences de l’information. Il reste à la Moore School jusqu'en 1972. 
De 1972 à 1991, il est professeur dans la division langages formels du département des sciences de l’information à l'université de Tokyo. Le département est constitue en unité à part entière en 1975, et est habilité à délivrer des thèses en avril 2001.
De 1988 à 1991 il travaille aussi au National Institute of Informatics à  Tokyo et de  1996 à 2001 il est professeur au département d'informatique de l'université Chukyo  à  Nagoya.

## Travaux
L'article sur les liens entre automates finis et expressions rationnelles et la façon de passer des uns aux autres, qui fait maintenant partie des références classiques en théorie des automates finies, est rédigé pendant qu'il est encore en train de préparer sa thèse. Dans sa thèse, il étudie des classes de fonctions calculables en temps réel. Yamada travaille aussi en complexité des algorithmes, maintenant un domaine bien établi. Il s'intéresse, une fois au Japon, à la disposition des claviers pour le japonais. L'écriture implique trois différents types de symboles, le hiragana, katakana, et le kanji, le dernier avec un grand nombre de symboles. Hisao Yamada analyse de manière détaillée les problèmes que pose l'adaptation d'un clavier Qwerty ou Dvorak anglais. Il invente une méthode appelée le code T pour le japonais et effectue diverses expériences pour estimer la vitesse de frappe et l'entrainement nécessaire. Dans la notice nécrologique,  Aravind Joshi dit :  « This work of Dr. Yamada has been very influential in the ergonomic designs of Japanese keyboard layouts ».

## Publications (sélection)
- R. McNaughton et Hisao Yamada, « Regular Expressions and State Graphs for Automata », IEEE Transactions on Electronic Computers, vol. EC-9,‎ 1960, p. 39-47 (DOI 10.1109/TEC.1960.5221603)
- Hisao Yamada, « Real-Time Computation and Recursive Functions Not Real-Time Computable », IEEE Transactions on Electronic Computers, vol. EC-11, no 6,‎ 1962, p. 753–760 (DOI 10.1109/TEC.1962.5219459)
- Hisao Yamada, « A Historical Study of Typewriters and Typing Methods: from the Position of Planning Japanese Parallels », Journal of Information Processing, vol. 2, no 4,‎ 1980, p. 175-202 (lire en ligne)